# Odeep One
Le Odeep One est un ancien navire-usine rattaché à Sète, décrit comme « navire pêcheur d'eau » d'un nouveau type. À l'origine, ce navire au parcours singulièrement mouvementé est un ferry ferroviaire est-allemand, mais après diverses affectations il est réaménagé en 2019 par la société OFWSHIPS pour accueillir une ligne de production destinée à produire de l'eau de consommation en bouteilles à partir d'eau de mer. Mais le projet n'obtient pas le succès escompté et le navire, cloué durant un an et demi à quai à la suite des restrictions liées à la pandémie de Covid-19 en France, et d'une reconversion infructueuse, termine sa carrière par une fuite illégale du port de Sète vers les chantiers de démolition du Bangladesh, de l'Inde et du Pakistan.

## Activités depuis 2019

### Navire pêcheur d’eau
Le Odeep One puise de l'eau de mer à 300 mètres de profondeur au-dessus de zones de grande profondeur (plus de 2 000 m) pour la vendre ensuite en bouteille pour le compte de la société Odeep.
L'eau est débarrassée du sodium et du chlore qu'elle contient et l'embouteillage se fait directement sur le bateau au rythme de 750 000 bouteilles par semaine, avec une cadence finale escomptée de 3 000 000 de bouteilles par semaine,.
Ces bouteilles sont vendues sur Amazon, en Asie (la Chine absorbe, pour l'instant, 80 % de la production) et en supermarchés dans le Sud de la France,, sur un créneau bien-être / haut de gamme.
La mise en service de ce navire est présentée par l'entreprise exploitante sur la base d'arguments durables et éco-responsables, mais d'importantes réserves sont émises par la revue Que choisir et le quotidien Libération sur ces arguments environnementaux et sur les bénéfices que cette eau filtrée peut apporter à l'organisme du consommateur, qui relèvent du marketing. Le magazine indique que l'excès de filtration fait chuter la teneur en minéraux à 2 % de leur teneur réelle en eau de mer, soit moins que l'eau du robinet ; elle entraîne cependant sans doute l'absence de la plupart des polluants.

### Crise sanitaire et reconversion provisoire à la production de solution hydroalcoolique
Très suivis par la presse, les premiers mois d’exploitation du navire interviennent dans un contexte compliqué lié à la pandémie de Covid-19 et aux multiples restrictions, difficultés et incertitudes du confinement qui en découlent,.
En conséquence, Régis Revilliod, PDG de Ocean Fresh Water Ships (OFW, productrice de l'eau Odeep), annonce dès mars 2020 avoir adapté sa chaîne de production pour fabriquer de la solution hydro-alcoolique, La production débute le 1er avril 2020,,,,, mais la capacité de production excède la demande et l’entreprise rencontre des difficultés pour écouler son stock,.
L’entreprise OFW SHIPS, qui compte 43 salariés, est placée en redressement judiciaire le 10 septembre 2020, et réfléchit à l’écoulement de son stock de solution hydroalcolique : le navire Odeep One est envisagé pour aider Beyrouth après l’explosion du 4 août 2020 et ses capacités de désalinisation sont également pressenties pour répondre aux difficultés rencontrées à Mayotte pour la distribution d’eau potable.
Le redressement n’est finalement pas possible, le tribunal de commerce prononce le 8 octobre 2020 la liquidation de l’entreprise OFW Ships. Le navire est immédiatement mis en vente, les marins licenciés, et le juge-commissaire chargé de la liquidation autorise la cession de l’Odeep One, à la société néerlandaise qui l’avait financé.
À partir de février 2020 le navire est amarré au quai Est du môle Masselin à Sète et ne bouge plus. Désarmé en octobre 2020, il quitte finalement le port de Sète le 23 juillet 2021.

## Histoire et autres activités du navire

### Mukran
Baptisé Mukran à l'origine, le navire est construit en Allemagne de l'Est de 1985 à 1986 par les chantiers MV Werften Wismar à Wismar. Il est conçu pour le transport de trains de marchandises entre le port de Mukran, en RDA et Klaipėda en URSS (RSS de Lituanie).
Il est le plus grand ferry ferroviaire à son époque et est exploité à cet usage jusqu’au début des années 90.

### Petersburg
À la suite de la réunification allemande et de la chute de l'URSS qui ont profondément changé les relations commerciales et politiques de cette zone et rendu caducs certains flux et échanges — tels que cette ligne de ferry ferroviaire — le navire est converti en 1995 en ferry routier et renommé Petersburg après d'importants travaux de rénovation aux Chantiers navals de Gdańsk. Il est d'abord exploité sur la ligne de ferry Travemünde-Saint-Pétersbourg puis sous divers pavillons et sur diverses lignes de la mer Baltique, entre l'Allemagne, les pays baltes, la Scandinavie et la Russie. 
Il réalise également plusieurs voyages pour le transport de matériel militaire, d'Emden à la Croatie en 1996, puis à Thessalonique en 1999 pour la KFOR.
De juillet à octobre 2014 le Petersburg est utilisé pour approvisionner la Crimée entre Novorossiïsk et Kertch en mer Noire.
Après immobilisation au chantier naval de Paljassaare, à Tallinn, pour non-paiement de travaux, le ferry est vendu à OFW Ships en mars 2019.

### Odeep One
Rebaptisé Odeep One, le bateau est placé sous pavillon panaméen, l'exploitant expliquant avoir renoncé au pavillon français à cause des “déboires” avec l’administration pour faire immatriculer son précédent bateau. Courant 2019, le navire est réaménagé aux Chantiers navals de Gdańsk pour ses nouvelles activités de navire-usine, mais administrativement, l’Odeep One garde son classement de navire Ro-Ro bien qu’il ne soit plus dévolu à cet usage.
Il arrive à son nouveau port d'attache de Sète le 12 novembre 2019 pour entrer en exploitation fin 2019 mais il est immobilisé à quai à partir de février 2020 par les mesures sanitaires liées à la pandémie de Covid-19. En septembre 2020, OFW Ships est placée en redressement judiciaire. Régis Revilliod impute les difficultés financières à la mise à l'arrêt des activités du navire et aux invendus de gel hydroalcoolique (fabriqué durant le premier confinement et le mois suivant pour pallier l'arrêt de la production d'eau), tandis que Régis Revilliod dénonce un mauvais comportement des officiers, CFE CGC Marine dénonce une mauvaise gestion. Le 8 octobre 2020  le tribunal de commerce de Nanterre déclare la liquidation judiciaire de la société OFW, propriétaire du Odeep One et le navire est immédiatement mis en vente.

### Deep One
Renommé Deep One et passé sous pavillon de Saint-Kitts-et-Nevis, le navire quitte le port de Sète le 23 juillet 2021, dans des conditions plutôt troubles, pour Malte,,, puis pour Colombo.
L'association Robin des Bois et divers médias et observateurs surveillent attentivement les aléas techniques du navire, son étrange trajectoire et ses destinations.
Le départ précipité du navire se solde par deux pollutions aux hydrocarbures dans le port de Sète et sur les plages, entraînant leurs fermetures préventives et il inquiète sur d'autres éventuelles mauvaises surprises, car après un arrêt prolongé d'un an et demi et un changement de propriétaire, le bateau est opéré par un équipage qui n'a pris connaissance du bâtiment qu'au moment de son départ. Le navire est suspecté d'être un navire-poubelle puisqu'il a fui son inspection obligatoire avant départ et n'avance par ses propres moyens qu'à faible vitesse, sur un seul de ses quatre moteurs et avec des problèmes de refroidissement dus à sa très longue immobilisation durant presque un an et demi à quai.
Les destinations annoncées sont maintes fois modifiées durant ce voyage ponctué de plusieurs arrêts techniques, mais le navire réussit à passer sans entraves le Canal de Suez et à atteindre le Sri Lanka où il reste naviguer en rond plusieurs jours au large de Galle, indiquant se diriger vers Singapour en l'attente d'une destination finale.

### Lotus
Durant sa trajectoire erratique au sud du Sri Lanka, le navire est renommé Lotus, passant propriété de l'entreprise Seaeco Global Pte Ltd sous pavillon du Gabon, et se dirige finalement vers Bombai.
Le 9 octobre 2021, il est localisé à proximité du port de Bhavnagar, laissant présumer une démolition imminente dans les chantiers voisins d'Alang où il arrive le 11 octobre pour son échouage qui survient le 13 octobre à Alang dans un chantier du groupe Sachdeva,.

## Galerie

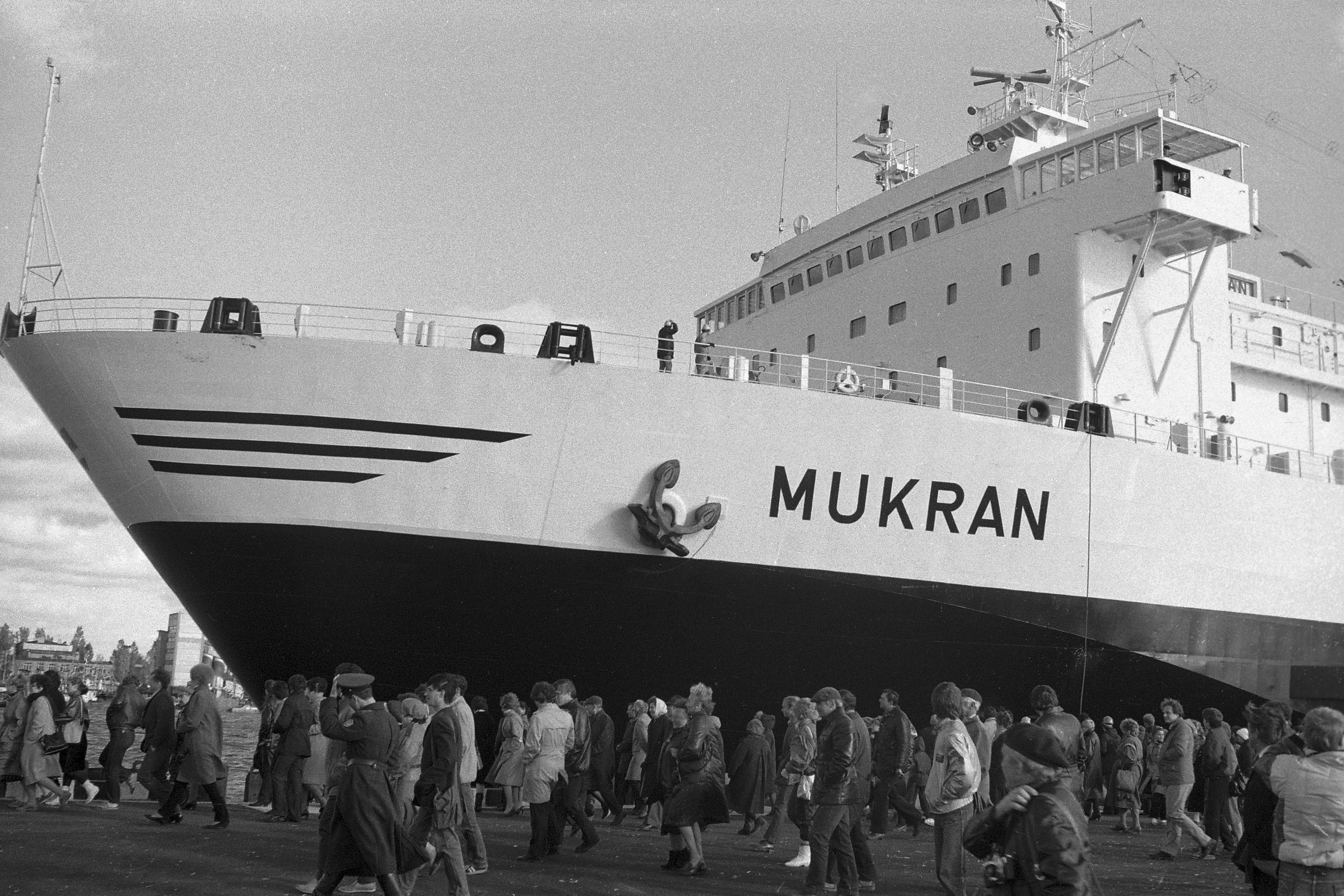
Le Mukran lors de l'ouverture du terminal de ferry de Klaipėda, le 3 octobre 1986
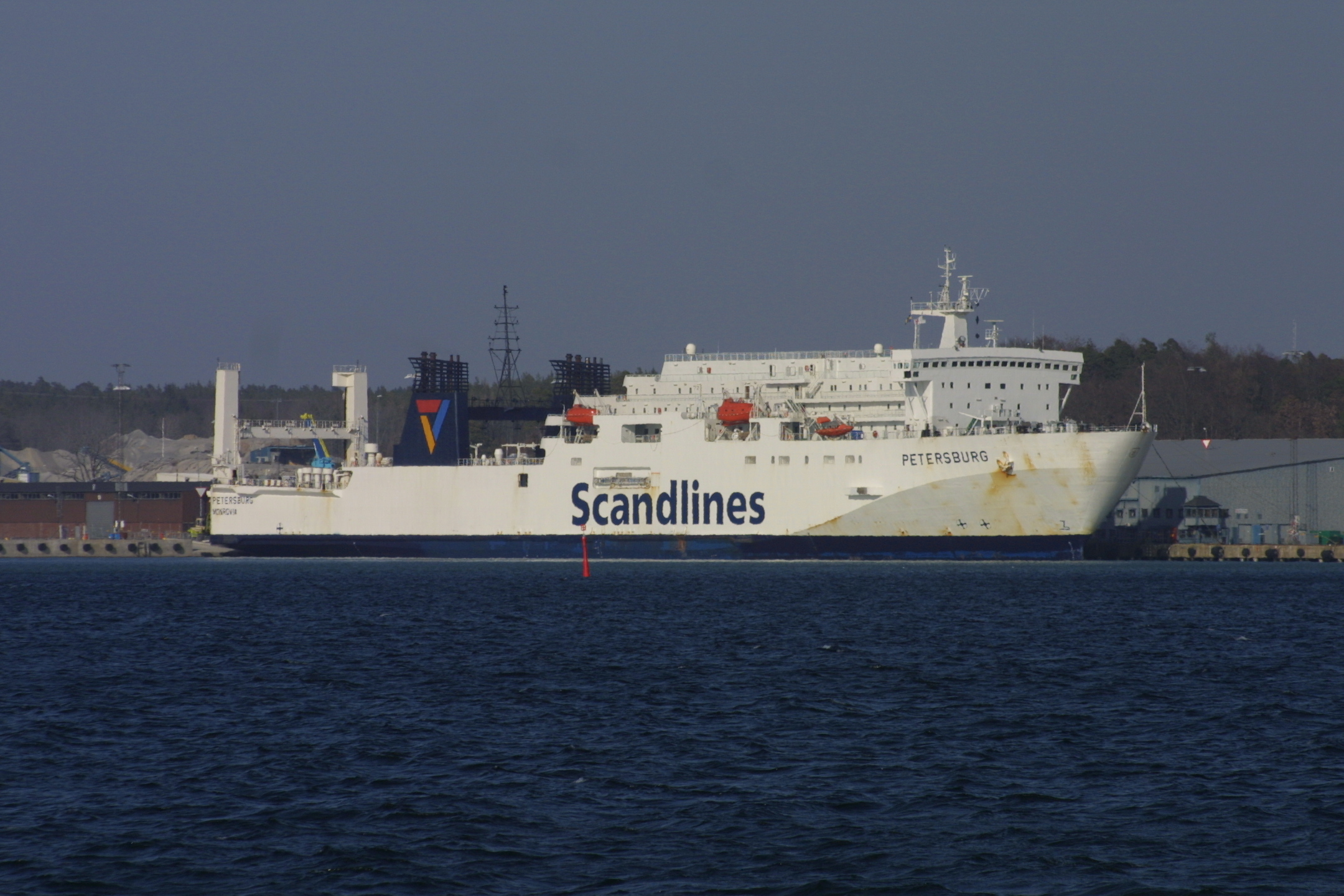
Le Petersburg à Karlshamn, le 19 avril 2003
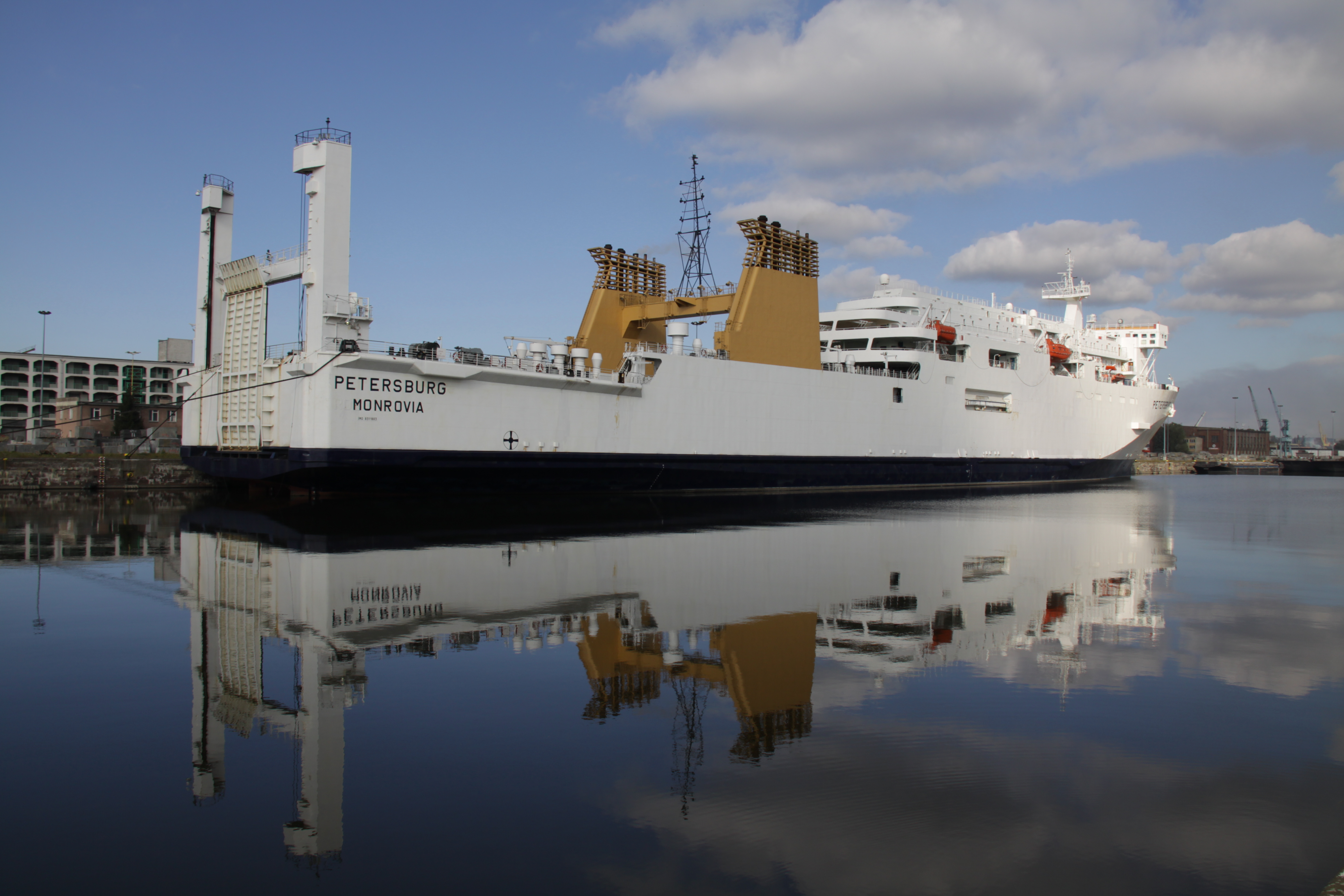
Le Petersburg le 11 octobre 2010
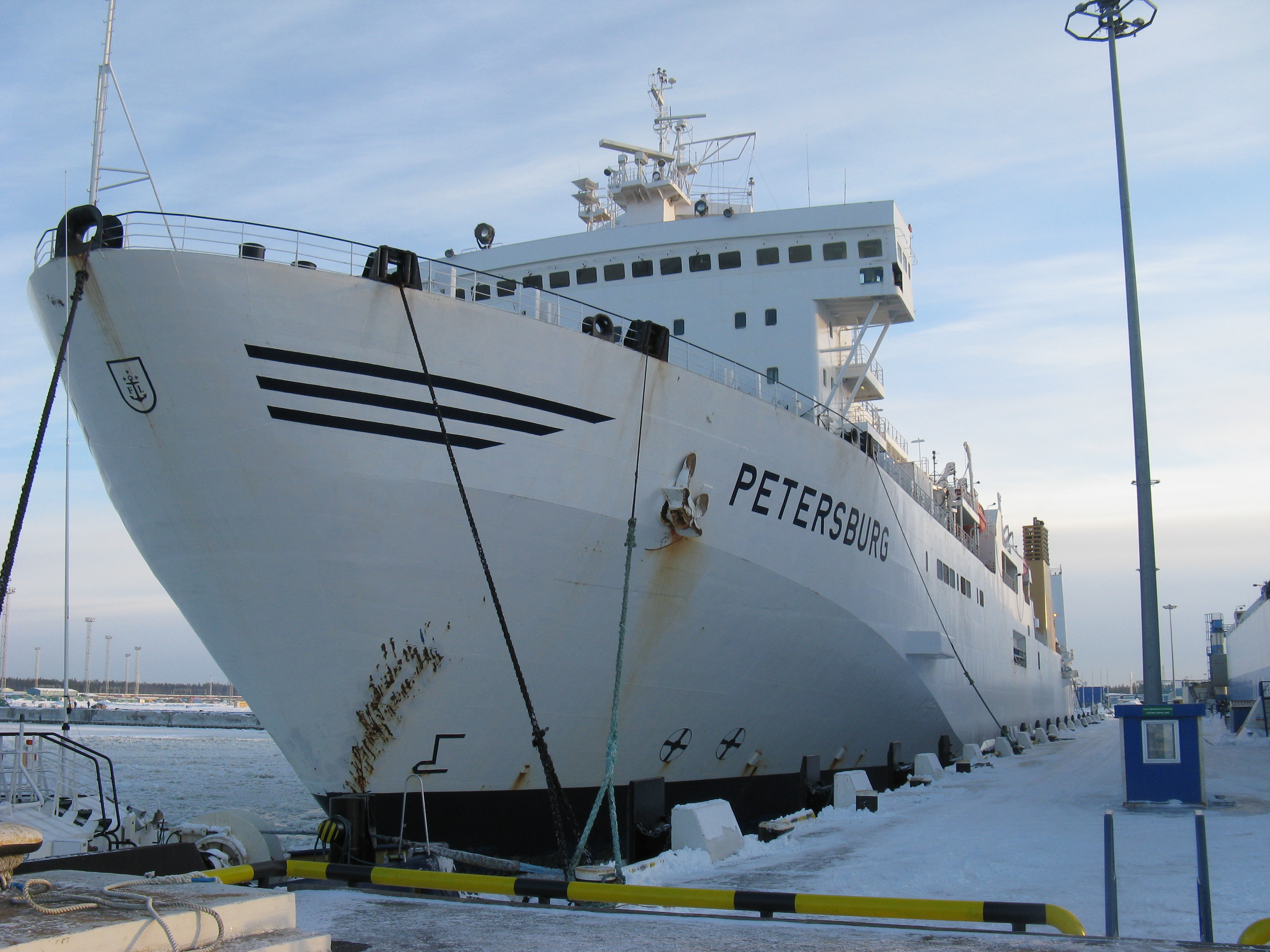
Le Petersburg au port d'Oust-Louga, le 11 février 2011
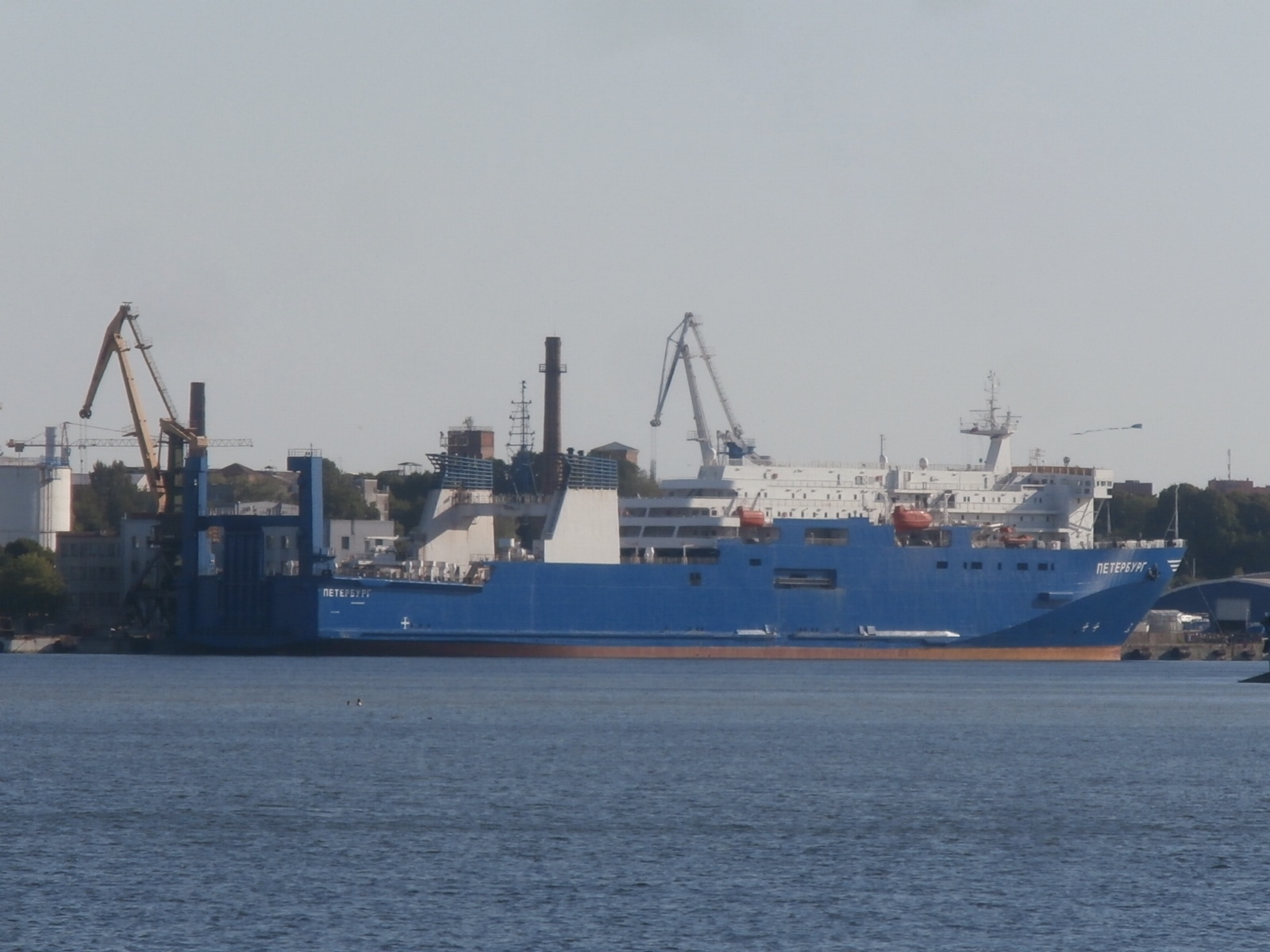
Le 28 juin 2018, le Петербург lors de son immobilisation au chantier naval de Paljassaare, à Tallinn
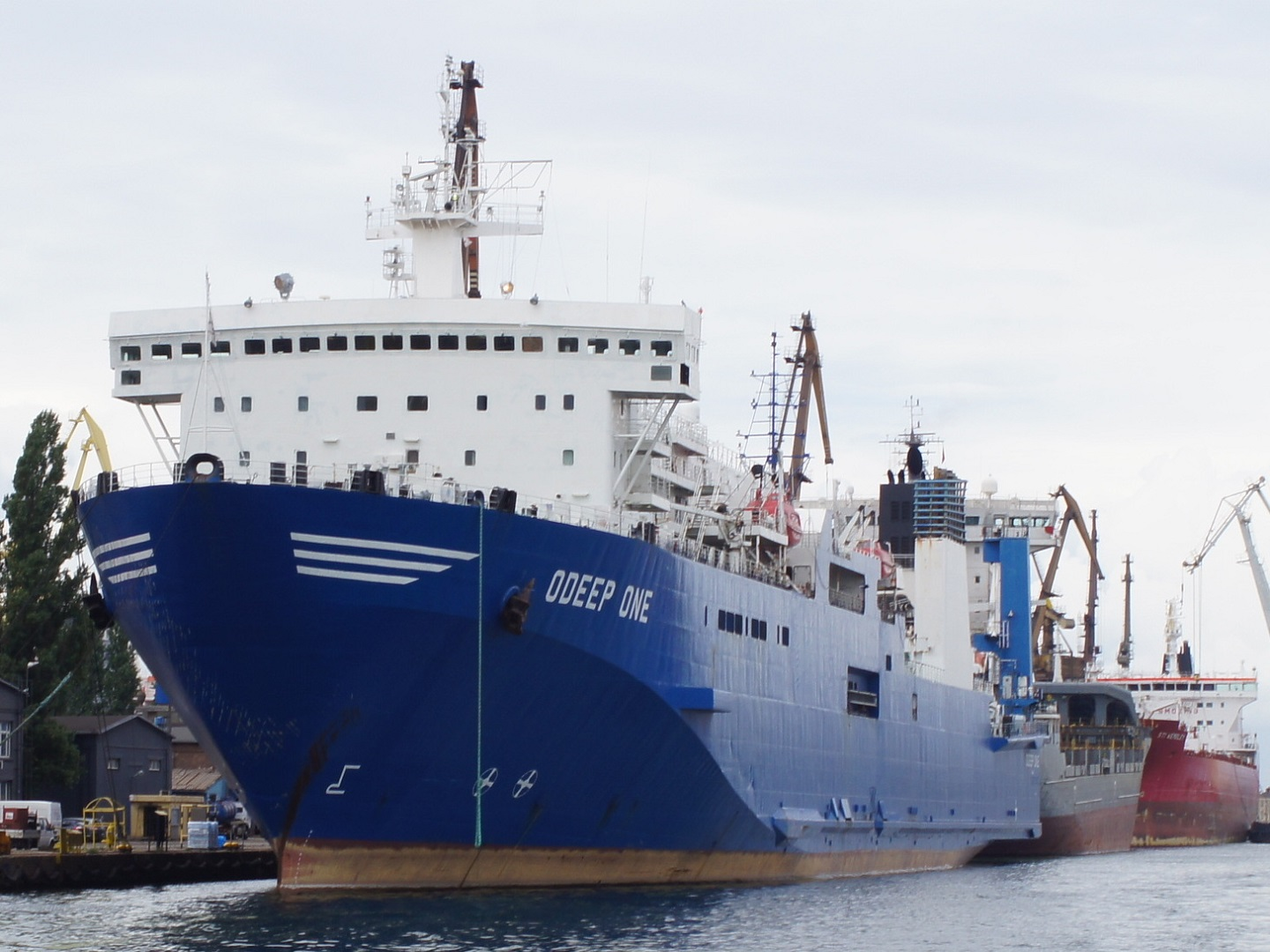
Le Odeep One à Gdańsk, le 21 août 2019
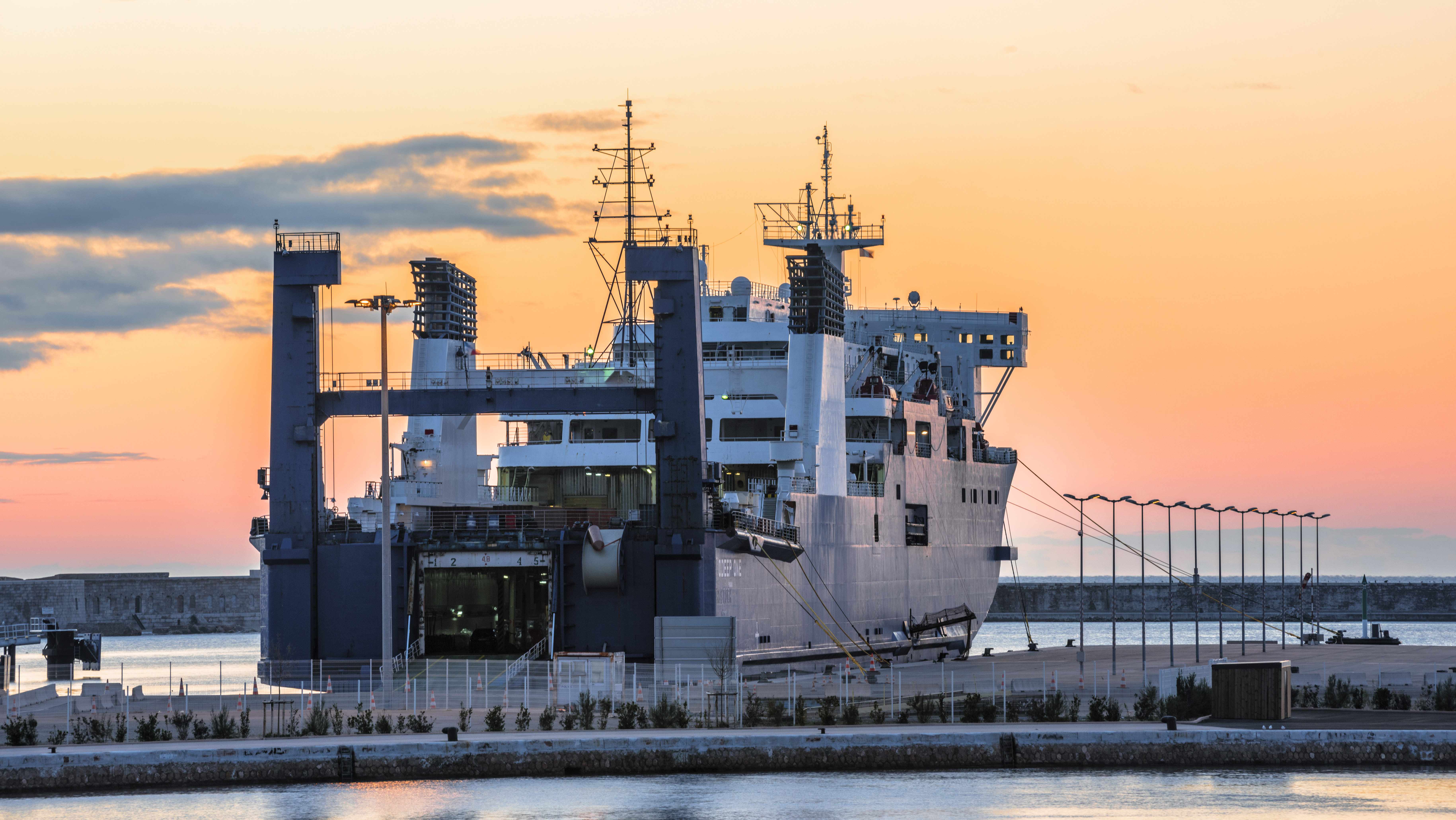
Le Odeep One au port de Sète, le 20 novembre 2019

#### Odeep One
- Site de l'entreprise Odeep, exploitant le navire Odeep One

#### Mukran
- (se) Histoire et données techniques du M/S Mukran jusqu'en 2018
- (ru) Histoire et photos du Mukran,